# مردی با دوربین فیلم‌برداری
مردی با دوربین فیلمبرداری (به انگلیسی: Man with a Movie Camera) عنوان یک فیلم مستند صامت تجربی محصول سال ۱۹۲۹ توسط فیلمساز روسی ژیگا ورتوف است.
در این فیلم ورتوف زندگی شهرنشینی شهر اودسا و دیگر شهرهای اتحاد جماهیر شوروی را به تصویر می‌کشد. از طلوع تا غروب شهروندان این شهرها هستند که در حال کار، بازی یا کار با ماشین آلات دنیای مدرن نشان داده می‌شوند. این فیلم که در شهرهای اودسا، خارکیف و کی‌یف فیلمبرداری شده، به خاطر تعداد زیادی از تکنیکهای فیلمبرداری یا جلوه‌های ویژه سینمایی از قبیل نوردهی چندگانه (به انگلیسی: Double exposure)، تصویربرداری زمان‌گریز، حرکت آهسته (به انگلیسی: Slow motion)، فریز فریم (به انگلیسی: Freeze frame)، جامپ کات (به انگلیسی: Jump cut)٬نمای هلندی (به انگلیسی: Dutch angle)، پویانمایی (به انگلیسی: Animation) و نمای نزدیکهای اغراق‌آمیز که یا توسط ورتوف ابداع یا به شیوه‌ای کاملاً جدید توسط وی مورد استفاده قرار گرفته بود، معروف است. ورتوف که به عنوان نظریه‌پرداز «سینما -چشم» یا «سینما -حقیقت» شناخته می‌شود، دوربین فیلمبرداری را وسیله‌ای مانند چشم انسان می‌دانست که لحظات را می‌بیند و ثبت می‌کند و مردی با دوربین فیلمبرداری مهمترین فیلم این نظریه است.
مردی با دوربین فیلمبرداری توسط منتقدین هفته نامه ویلج ویس (به انگلیسی: The Village Voice) به عنوان پنجمین فیلم قرن بیستم انتخاب شده‌است. این فیلم در نظرسنجی مجله سینمایی «سایت اند ساوند» (Sight & Sound) با حضور ۳۰۰ فیلمساز و منتقد فیلم به عنوان بهترین فیلم مستند تاریخ سینما برگزیده شد. این فیلم در نظرسنجی سال ۲۰۱۲ این مجله برای انتخاب بهترین فیلم‌های تاریخ سینما رده هشتم را به دست آورده بود. در این نظرسنجی بیش از هزار فیلم مستند به انتخاب گذاشته شدند و فیلم‌هایی شوآ (کلود لنزمن)، بی‌آفتاب (کریس مارکر) و شب و مه (آلن رنه) هر سه محصول سینمای فرانسه رده‌های دوم تا چهارم را به دست آوردند. در آن نظرسنجی سرگیجه ساخته آلفرد هیچکاک عنوان بهترن فیلم تاریخ سینما را از آن خود کرد.